# Stourport Ring
De Stourport Ring is een vaarroute rond Worcestershire, The Black Country en Birmingham in midden Engeland. De route wordt gevormd door een zestal kanalen en rivieren die gezamenlijk een ring vormen.
Vroeger werden de afzonderlijke kanalen gebruikt om goederen vanuit de Black Country en verder te transporteren richting Bristol en vice versa. Tegenwoordig worden de kanalen voornamelijk gebruikt voor pleziervaart. Veel narrowboat-verhuurcentra zijn dan ook te vinden aan of in de buurt van de ring.

## De Route
De ring is 119 km (74 mijl) lang en omvat de volgende kanalen/rivieren:
- Severn rivier
- Staffordshire and Worcestershire Canal,
- Stourbridge Canal,
- Dudley Canals 1 en 2
- Birmingham Canal Navigations (BCN)
  - Netherton Tunnel Branch Canal
  - Birmingham New Main Line
- Worcester and Birmingham Canal

De route gaat door een aantal tunnels waaronder twee van de langste bevaarbare tunnels in Engeland (Netherton tunnel (2768m) en de Wast Hills tunnel (2495 m). Ook moeten er 105 sluizen geschut worden. Een aantal van deze sluizen zijn geconcentreerd in zogenaamde “flights”, waarbij over een korte afstand een groot aantal sluizen zijn gebouwd. Deze flights zijn te vinden bij Tardebigge (x30), Stourbridge (x16), Black Delph (x9) en Brierley Hill (x8).

### Alternatief 1
De ring heeft een alternatieve langere route via Wolverhampton van 134 km (83 mijl)  en 122 sluizen. Deze route maakt geen gebruik van de Stourbridge Canal, de Dudley Canals en de Netherton Branch Canal, maar maakt gebruik van de verbinding tussen de Staffordshire en Worcestershire Canal en de BCN Main Line bij Aldersley junction, even ten noorden van Wolverhampton. De Stourbridge en Black Delph “flights” worden zo gemeden, maar daar komt die van Wolverhampton (x21) voor terug.

### Alternatief 2
Ook is er sinds juli 2011 de mogelijkheid om Worcester links te laten liggen. Voor Worcester, op de Worcester en Birmingham Canal, wordt dan afgeslagen  om over de  Droitwich Canal via Droitwich Spa aan te sluiten op de Severn. De route is dan 99 km lang en omvat 101 sluizen. 

## Populaire plaatsen en attracties
Populaire toeristische attracties langs de Stourport Ring zijn Cadbury World, het Black Country Museum, de Severn Valley Railway, het Birmingham Jewellery Quarter, Brindleyplace, National Sea Life Centre en de Merry Hill, Bullring en Mailbox winkelcentra.
Populaire afmeerplekken op de ring zijn Worcester city centre, Stourport basin, Wolverley, Kinver, Merry Hill, de Black Country Museum (via korte omweg), Gas Street Basin, Hopwood en Dunhampstead.